# Dificultăți tehnice
Dificultăți Tehnice este un album al trupei CTC lansat pe data de 2 august 2005. Pe album mai apar ca invitați: Cedry2k, Nwanda, Armada, Zale, Naigh'ba, KGula, Khidja Clouds Society, Inthevisuals, Turntable Science.

## Piese
| #  | Titlu                                  | Durată |
| -- | -------------------------------------- | ------ |
| 1  | Introducere                            | 1:27   |
| 2  | Vorbe din Context (feat. Cedry2K)      | 03:25  |
| 3  | Ochii rosii                            | 03:27  |
| 4  | This is Raw (cu Inthevisualz)          | 04:52  |
| 5  | Unu (interludiu)                       | 01:06  |
| 6  | Scurtcircuit                           | 02:47  |
| 7  | Al 13-lea ceas (cu Armada)             | 03:14  |
| 8  | Nu stii                                | 01:40  |
| 9  | Multe de spus                          | 03:37  |
| 10 | Bucuresti (cu Kgula si Naighba)        | 03:19  |
| 11 | Pentru cine (cu Dj Dox)                | 03:21  |
| 12 | Interzis nefumatorilor                 | 04:16  |
| 13 | Asaltul                                | 03:35  |
| 14 | TV (cu Raku )                          | 03:26  |
| 15 | Orice (cu Yolo si Nwanda)              | 03:30  |
| 16 | Reanimare 101                          | 03:53  |
| 17 | Scandal (cu Cedry2K)                   | 02:50  |
| 18 | Stiluri (cu Khidja Clouds Society)     | 04:20  |
| 19 | Turntable bonus (cu Turntable Science) | 02:23  |

## Tehnica
Exploatarea polisemiei cuvintelor este una din putinele tehnici folosite foarte des în versurile CTC atat pe acest album cât și pe Secretul din atom, si apare în comparații. Depinde după gusturi să apreciezi dacă aceste comparații sunt reușite sau nu, însa prin simplul polisemantism al unui cuvânt se poate aprecia pertinența unei comparații ambigue.
Exemple:
17. Scandaaal -
Mă vezi, poti să fugi la ruși, să pui între mine și tine 13 uși
Tot îti dau bucăți în gură ca unui bebeluș
Sar la bătaie mai repede ca Pesci în filmele lu‘ Scorsese...

12. Interzis nefumatorilor -
Mi se taie filmu‘ des de zici că am probleme cu cablul

07. Al 13-lea ceas -
La câte piese au furat m-ar fi bătut dacă jucam șah

09. Multe de spus -
Sunt tipul cu multe idei ce i se-nvârt în cap ca trupa Simplu
N-ai stofă, ca un croitor rămas fără material
Cealaltă particularitate a CTC este ceea ce se poate numi o rimă "legată", folosirea aliterațiilor și a rimelor compuse
dintr-un cuvânt și o parte a altui cuvânt pentru a crea monorime. Această din urmă tehnică nu este nouă, ea  fiind imprumutata de la
piese mai vechi, gen:
MC Karaoke - Methadon 3000: ... simt ca iau foc / pe toți v-am luat la ochi e / clar că nu e loc de căntâreți de karaoke
O piesă mult mai cunoscută (din complet alt gen muzical) care folosește o astfel de rimă este Always look on the bright side of life, de pe soundtrackul filmului Monty Python's Life of Brian:
When you're chewing on life's gristle,
Don't grumble, give a whistle,
And this'll help things turn out for the best, and...

Exemple CTC / Cedry2k:
02. Vorbe din context-
Sunt pur și simplu un mit, distructiv când simt un beat.
Și-am luat doar un timbru mic, dar riști să intru-n trip,
dacă insiști. Și dintr-un tip liniștit, devin, subit,
genul ce-aprinde vrajba,
genul ce nu se teme să-l cheme-n ring pe Vaștag.
18. Stiluri -
Imaginează-ți persoana mea ca pe-o cascadă
Concepută doar ca să-i cazi pradă
Dacă scopul tău e sa copiezi tot ce las eu sa se vadă,
Sau ești un câine bătran care nu știe trucuri noi și doar latră
09. Multe de spus -
Opoziția e tot slabă
cam toți l*bă
cam hoți
fanii lor - toți clubberi
cam toți crapă

Ca o remarcă, în piesa 10. București apare un tip de rimă foarte rar întâlnit, și anume primul vers al unei strofe rimează cu ultimul vers al strofei precedente. Cele două strofe sunt cântate de persoane diferite (LDoc și Deliric1):
...
Unde dragostea devine stres
Unde, dacă faci bani puțini, e bine să-i faci des
Unde dacă scuipi un vers sigur e prost înteles - nu-i combinație
Unde portofelul tău coboară din tramvai înainte c-o stație
dacă nu ești atent
Unde fiecare e un foc latent...

Oarecum surprinzător, ținând cont de complexitatea lexicală, corectitudinea gramaticală și diversitatea semantică din restul albumului, există versuri greșite din punct de vedere gramatical:
04. This is raw
Deliric:
[...]individualist, același MC care persist
11. Pentru cine
DOC:
Asta-i pentru anii care au trecut
Pentru banii care nu i-am făcut
16. Reanimare 101
Deliric
Sunt prea multe hibe care
Sunt gata să le corectez
Ăsta-i un manifest,
Deci mă manifest violent

## Influențe
Non Phixion, Dilated Peoples, underground valoros in general.